# Bazyliszek pręgowany
Bazyliszek pręgowany (Basiliscus vittatus) – gatunek nadrzewnych jaszczurek z rodziny hełmogwanowatych (Corytophanidae), nazywany niekiedy jaszczurką Jezusa.

## Występowanie
Meksyk i Ameryka Centralna na wschód po Panamę. Introdukowany na Florydę (USA). Istnieją dwa stwierdzenia z Kolumbii, ale wynikają one z błędnej identyfikacji.

## Morfologia
Bazyliszek pręgowany jest jaszczurką o długich, silnych nogach i szerokich stopach z szeroko rozstawionymi palcami o łuskowatych obwódkach umożliwiających jej bieganie po wodzie i pływanie. Utrzymując się na powierzchni wody dzięki napięciu powierzchniowemu i szerokiemu rozstawieniu palców, bazyliszek odbiega wystarczająco daleko od napastnika. U samców charakterystyczny grzebień grzbietowy. Nie posiadają zdolności odrzucania ogona.
Rozmiarydługość ciała ok. 75 cm, z czego większość stanowi ogon

## Biologia i ekologia
Biotoptropikalne, wilgotne lasy, okolice wody
Tryb życiadzienny, głównie nadrzewny, choć chodzi też po ziemi, pływa i biega po wodzie. Jest zwierzęciem terytorialnym.
Pokarmbezkręgowce, małe gryzonie, czasem owoce
Rozmnażaniejajorodne
Długość życiakilkanaście lat